# Objetivos Canon serie L

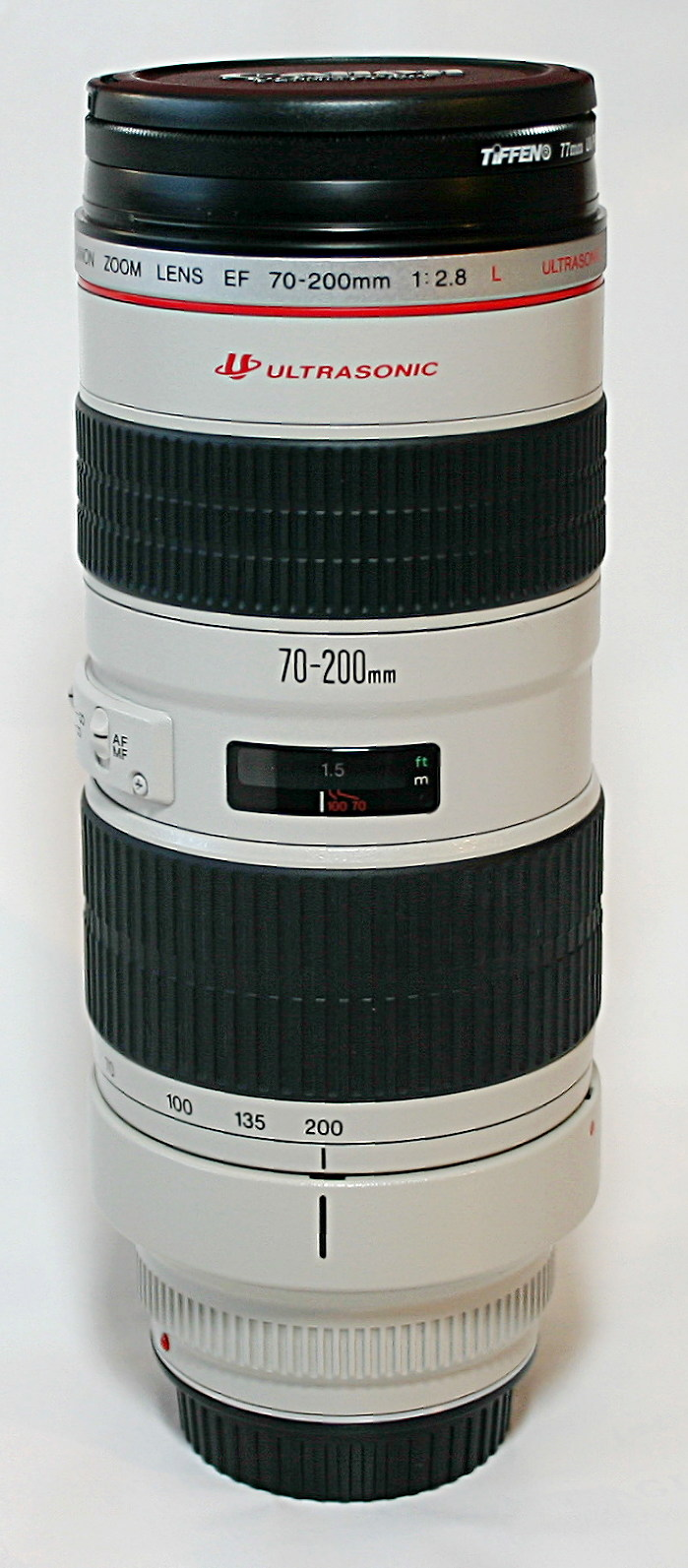
Objetivo 70-200 mm F2.8L

Los objetivos serie L, son la línea profesional de  objetivos para fotografía réflex, hechos por Canon. En algunos materiales de promoción de Canon, "L" es referido a "Lujo" (del inglés luxury), refiriéndose a su alto costo y la proclamada alta calidad de sus componentes, tanto sus partes mecánicas y electrónicas como los lentes que conforman la parte óptica. Otros atribuyen la "L" refiriendo a "Baja Dispersión" (Low Dispersion en inglés) - logrado por los elementos de lente UD encontrados en estos objetivos.
Canon produce ambos objetivos de serie L, zoom y fijos, para la obsoleta  montura FD y para la actual montura EF usada en todas las cámaras réflex Canon EOS. Por la naturaleza de su evolución, Canon mantuvo total compatibilidad entre sus cámaras y objetivos entre sus cámaras de película fotográfica hasta la era digital, con la excepción de la creación de la montura EF-S, creada exclusivamente para sus cámaras digitales con sensor APS-C.
El objetivo de la Canon PowerShot Pro 1 se designó como serie L, y fue el primer objetivo no intercambiable diseñado por Canon marcado con esta designación.

## Objetivos
A continuación, una lista de objetivos serie L para la montura EF, incluyendo algunos que fueron descontinuados:

### Zoom

#### Ultra gran angular
- 8-15mm f/4L USM ojo de pez
- 16-35mm f/2.8L USM (descontinuado)
- 16-35mm f/2.8L II USM
- 16-35mm f/4L IS USM
- 17-35mm f/2.8L USM (descontinuado)
- 17-40mm f/4.0L USM
- 20-35mm f/2.8L (descontinuado)

#### Normal
- 24-70mm f/2.8L USM (descontinuado)
- 24-70mm f/2.8L II USM
- 24-70mm f/4L IS USM
- 24-105mm f/4.0L IS USM
- 28-70mm f/2.8L USM (descontinuado)
- 28-80mm f/2.8-4.0L USM (descontinuado)

#### Teleobjetivo
- 28-300mm f/3.5-5.6L IS USM
- 35-350mm f/3.5-5.6L USM (descontinuado)
- 50-200mm f/3.5-4.5L (descontinuado)
- 70-200mm f/4.0L USM
- 70-200mm f/4.0L IS USM
- 70-200mm f/2.8L USM
- 70-200mm f/2.8L IS USM (descontinuado)
- 70-200mm f/2.8L IS II USM
- 70-300mm f/4-5.6L IS USM
- Canon Ef 75-300 mm
- 80-200mm f/2.8L (descontinuado)
- 100-300mm f/5.6L (descontinuado)
- 100-400mm f/4.5-5.6L IS USM
- 200-400mm f/4L IS USM 1.4x Extender

### Longitud focal fija

#### Granangular
- 14mm f/2.8L USM (descontinuado)
- 14mm f/2.8L II USM
- 24mm f/1.4L USM (descontinuado)
- 24mm f/1.4L II USM
- 35mm f/1.4L USM

#### Normal y teleobjetivo medio
- 50mm f/1.0L USM (descontinuado)
- 50mm f/1.2L USM
- 85mm f/1.2L USM (descontinuado)
- 85mm f/1.2L II USM

#### Teleobjetivo
- 135mm f/2.0L USM
- 200mm f/1.8L USM (descontinuado)
- 200mm f/2.0L IS USM
- 200mm f/2.8L USM (descontinuado)
- 200mm f/2.8L II USM
- 300mm f/2.8L USM (descontinuado)
- 300mm f/2.8L IS USM (descontinuado)
- 300mm f/2.8L IS II USM
- 300mm f/4.0L USM (descontinuado)
- 300mm f/4.0L IS USM

#### Súper teleobjetivo
- 400mm f/2.8L USM (descontinuado)
- 400mm f/2.8L II USM (descontinuado)
- 400mm f/2.8L IS USM (descontinuado)
- 400mm f/2.8L IS II USM
- 400mm f/5.6L USM
- 500mm f/4.5L USM (descontinuado)
- 500mm f/4.0L IS USM (descontinuado)
- 500mm f/4.0L IS II USM
- 600mm f/4.0L USM (descontinuado)
- 600mm f/4.0L IS USM (descontinuado)
- 600mm f/4.0L IS II USM
- 800mm f/5.6L IS USM
- 1200mm f/5.6L USM (descontinuado; solo con orden especial)

### Macros
- 100mm f/2.8 Macro USM (descontinuado)
- 100mm f/2.8L Macro IS USM
- 180mm f/3.5L Macro USM

### Tilt-shift
- 17 mm f/4.0L Tilt-Shift
- 24mm f/3.5L Tilt-Shift
- 24 mm f/3.5L II Tilt-Shift